# کیویول-یوریاخ
کیویول-یوریاخ (روسی: Кюёль-Юрях) یک رودخانه در استان یاقوتستان کشور روسیه است.